# Pierrina
Genre
Pierrina (Engl., 1909) est un genre de plantes à fleurs d'Afrique tropicale appartenant à la famille des Lecythidaceae.

## Liste d'espèces
Selon The Plant List (24 juillet 2017) :
- Pierrina zenkeri Engl.

Selon Tropicos (24 juillet 2017) :
- Pierrina zenkeri Engl.